# Wilhelm Hambüchen
Wilhelm Hambüchen (* 8. August 1869 in Düsseldorf; † 5. September 1939 ebenda) war ein deutscher Landschafts- und Marinemaler der Düsseldorfer Schule.

## Leben
Hambüchen war Schüler der Kunstgewerbeschule Düsseldorf, wo er von Fritz Neuhaus, Cornelius Wagner und Ludwig Heupel-Siegen unterrichtet wurde. Nach einer Tätigkeit als Anstreicher wirkte er als Bühnenmaler für die Firma Hammann in Düren, mit der er 1895 nach Düsseldorf übersiedelte. Gemeinsam mit dem Maler Georg Hacker reiste er 1898 an die belgische Küste. In der Folgezeit wandte er sich der Landschaftsmalerei zu und begann als freischaffender Maler zu arbeiten. Bis zum Ausbruch des Ersten Weltkriegs im Jahr 1914 hielt er sich jährlich zu Studien in Nieuwpoort auf. Bei Aufenthalten an der niederländischen Nordseeküste, die er seit 1904 bereiste, traf er mit den Malern Eugen Kampf und Olof Jernberg zusammen. Mit dem Maler Max Clarenbach war er befreundet. Seit 1902 beteiligte er sich an Ausstellungen im In- und Ausland. Auf Ausstellungen in Deutschland, Österreich, Argentinien und den Vereinigten Staaten erhielt er Preise, etwa 1908 auf der Großen Berliner Kunstausstellung eine kleine Goldmedaille. 1904 wurde er Mitglied im Verein der Düsseldorfer Künstler. Der Düsseldorfer Künstler-Vereinigung 1899 und der Allgemeinen Deutschen Kunstgenossenschaft gehörte er ebenfalls an, außerdem von 1904 bis 1929 dem Künstlerverein Malkasten.
Hambüchen war Vater des Malers Georg Hambüchen (1901–1971). Der Jurist Ulrich Hambüchen (* 1949) ist sein Großneffe.

## Werke (Auswahl)

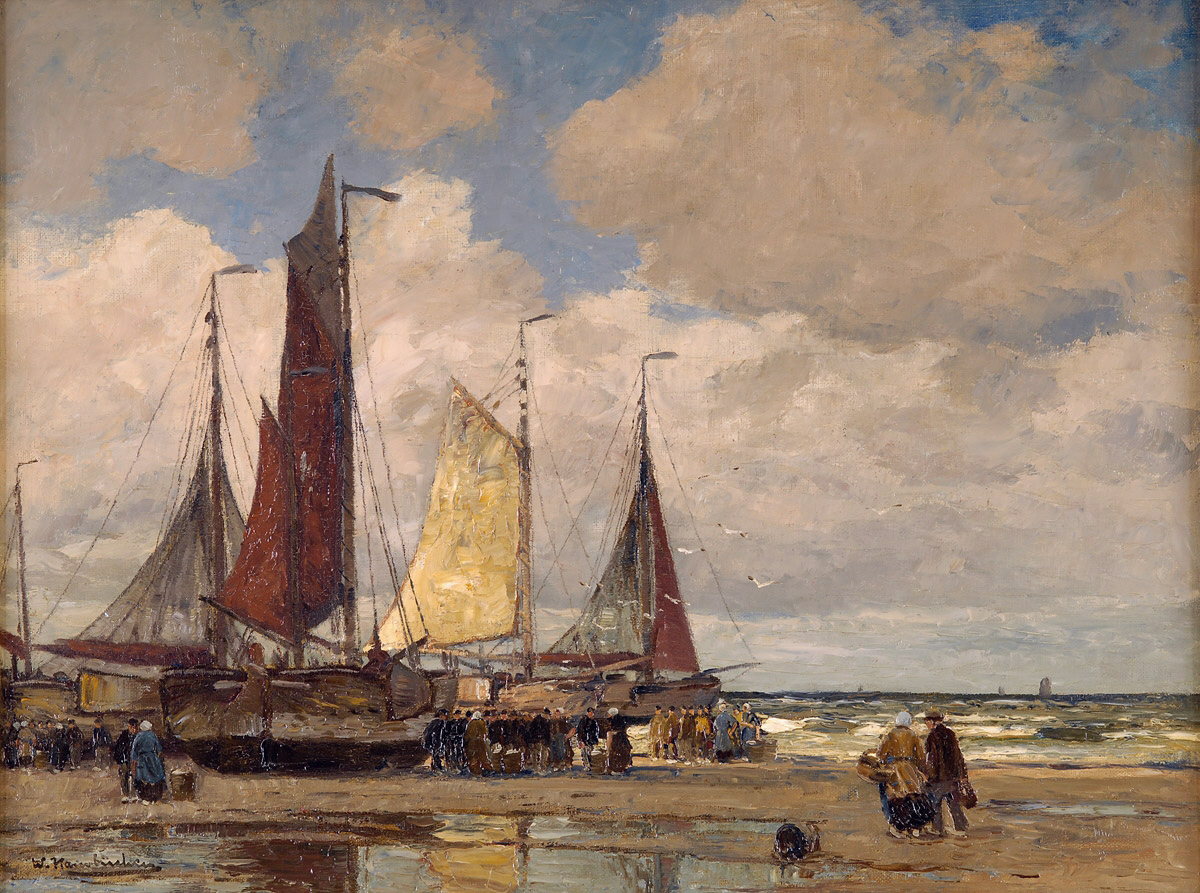
Fischervolk beim Entladen der Boote

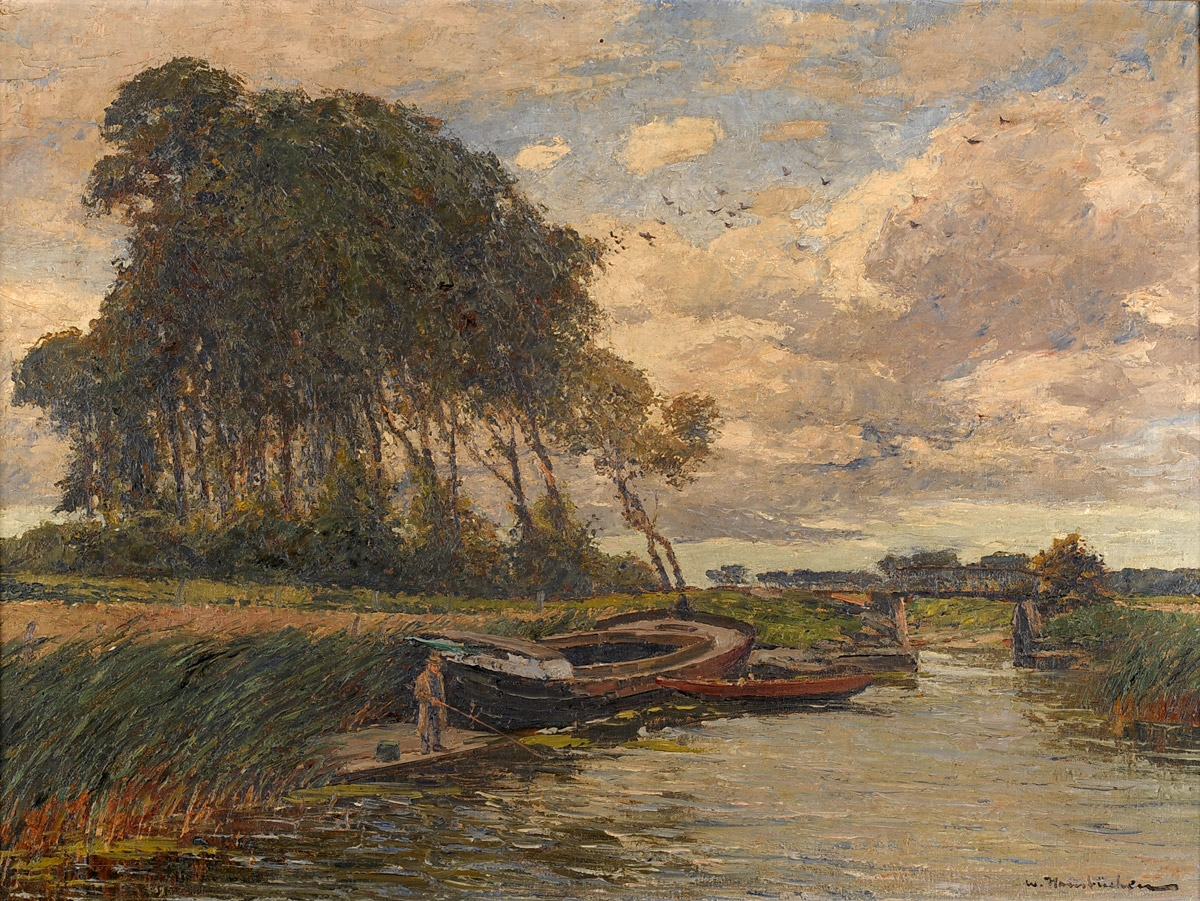
Angler am Niederrhein

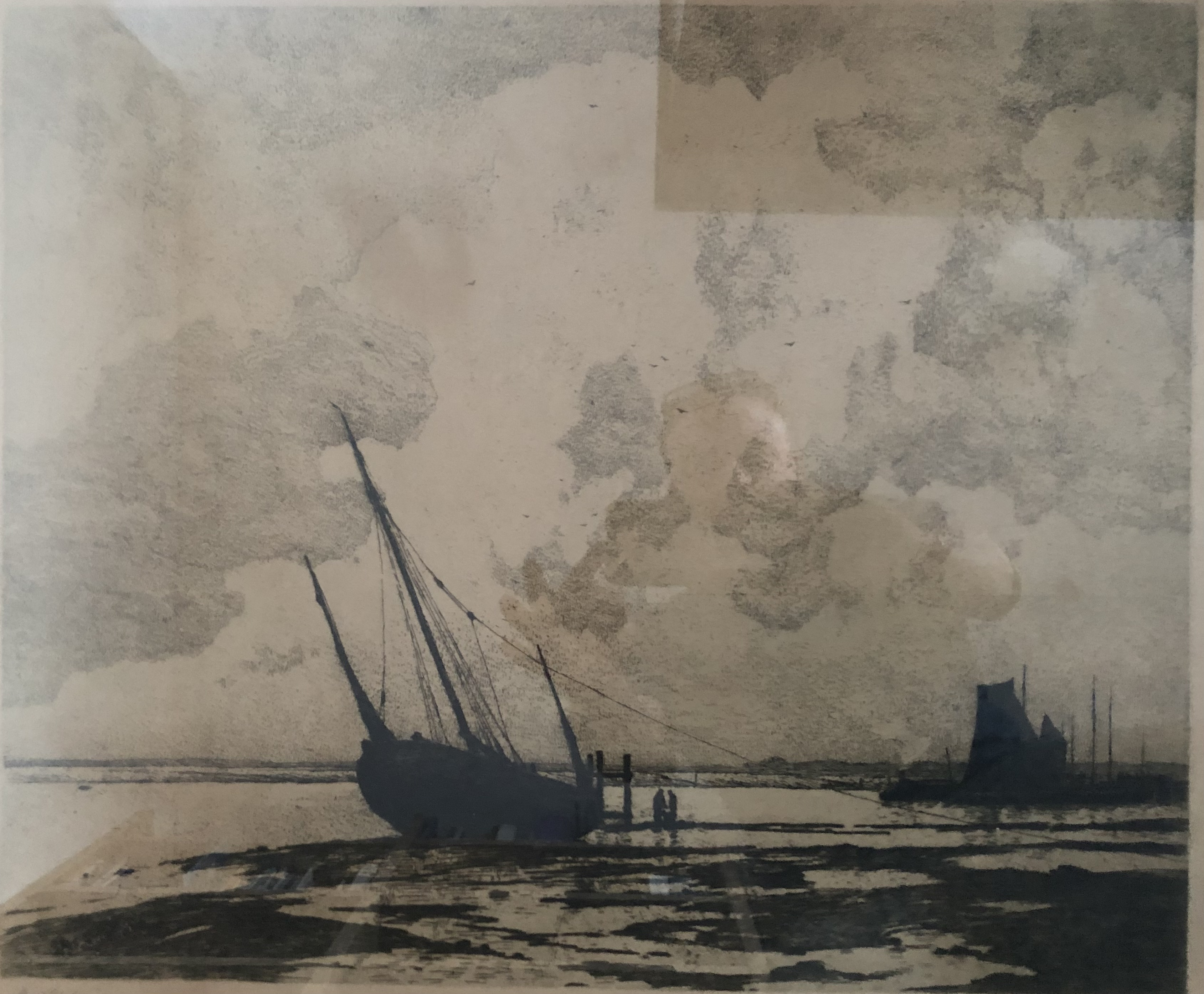
Bei Ebbe

Hambüchen gilt als Wiederentdecker niederländischer und flämischer Küstenlandschaften in der Malerei der Jahrhundertwende. Sein Stil, der vom französischen Impressionismus geprägt war, erhielt Anregungen von Gerhard Janssen (1863–1931), Max Liebermann und Helmuth Liesegang. Außer Ölgemälden, die pastos aufgetragene Pinselstriche kennzeichnen, schuf er Zeichnungen und Radierungen. Leider datierte Hambüchen in der Regel seine Bilder nicht und führte ebenso keine Werklisten über seine Arbeiten.
- Dämmerung, 1902/1903, Museum Kunstpalast[3]
- Ebbe bei Nieuwpoort und Netzflicker an der Schleuse von Niewpoort
- Segelboote am Strand bei Ebbe
- Ausfahrt zum Fang[4]
- Hafen von Ostende
- Fischervolk beim Entladen der Boote
- Fischervolk von Katwijk beim Entladen der Boote
- Anlandung der Fischerboote
- Angler am Niederrhein
- Niederländischer Fischereihafen, 1919
- In der Dorfgasse
- Gemüse-Stillleben
- Blick auf die Düsseldorfer Altstadt
- Rheinfront vor Düsseldorf
- Industriegebiet, Niederrhein bei Uerdingen, 1925
- Küstenlandschaft mit Zeesenboot
- Schiffe im Hafen (2 Werke)
- Strandpromenade
- Bei Ebbe (Radierung)[2]